# Neolacis
Neolacis là một chi thực vật có hoa trong họ Podostemaceae.

## Loài
Chi Neolacis gồm các loài: